# Ferdinand Grapperhaus
Ferdinand Grapperhaus, né le 8 novembre 1959 à Amsterdam, est un avocat, auteur et homme politique néerlandais. Membre de l'Appel chrétien-démocrate (CDA), il est ministre de la Justice et de la Sécurité entre 2017 et 2022 dans le troisième cabinet de Mark Rutte.

## Biographie

### Carrière privée
Ferdinand Grapperhaus est le fils de Ferdinand Heinrich Maria Grapperhaus, dit Ferd Grapperhaus, secrétaire d'État aux Finances de 1967 à 1971 sous le Premier ministre Piet de Jong, pour le Parti populaire catholique (KVP), issu d'une famille d'origine allemande.
Diplômé de l'université d'Amsterdam, il devient avocat en 1984. Il est professeur en droit du travail à temps partiel à l'université de Maastricht de 2005 à 2017, ainsi que membre du Conseil économique et social (SER) de 2006 à 2016, nommé par la Couronne. De 2014 à 2017, il est également éditorialiste auprès du Financieele Dagblad.

### Engagement politique
À l'approche des élections législatives de 2010, il préside la commission programmatique de l'Appel chrétien-démocrate (CDA).
En octobre 2017, il devient ministre de la Justice et de la Sécurité dans le cabinet Rutte III.
En mai 2018, dans un contexte de crise diplomatique entre les Pays-Bas et la Russie au sujet du crash du vol 17 Malaysia Airlines, abattu par des rebelles dans l'est de l'Ukraine avec une arme fournie par la Russie, Ferdinand Grapperhaus annonce que les Pays-Bas bannissent l'antivirus russe Kaspersky des ordinateurs du gouvernement et de l'administration néerlandaise.
En tant que ministre de la Justice et de la Sécurité, il fait face à l'attaque du 31 août 2018 à la gare centrale d'Amsterdam (deux blessés) et à la fusillade du 18 mars 2019 à Utrecht (quatre morts et six blessés), perpétrées par deux terroristes islamistes, ainsi qu'à l'assassinat de l'avocat Derk Wiersum en 2019 à Amsterdam, abattu sur les ordres de la Mocro Maffia, une organisation mafieuse marocaine, puis à l'assassinat du journaliste Peter de Vries, en 2021 à Amsterdam, victime de la même organisation.
Après la démission d'Ank Bijleveld, il exerce brièvement l'intérim des fonctions de ministre de la Défense du 17 au 21 septembre 2021.